# Бебешко Ольга Семенівна
Ольга Семенівна Бебешко (нар. 10 липня 1910, тепер Кіровоградської області — ?) — українська радянська діячка, свинарка колгоспу імені Калініна Добровеличківського району Кіровоградської області. Депутат Верховної Ради СРСР 5-го скликання.

## Життєпис
Народилася 10 липня 1910 року в селянській родині. Освіта початкова.
З 1930 року працювала в колгоспі села Тишківки Добровеличківського району Кіровоградщини.
З 1944 року — свинарка колгоспу імені Калініна села Тишківки Добровеличківського району Кіровоградської області.
Член КПРС.
Потім — на пенсії в місті Кіровограді (Кропивницькому).

## Нагороди
- орден «Знак Пошани»
- медалі